# Bagoinae
Bagoinae es una subfamilia de insectos coleópteros curculiónidos.  Algunos autores la clasifican dentro de Molytinae.

## Géneros
- Bagous
- Hydronomidius
- Hydronoplus
- Neoephimeropus
- Picia
- Pnigodes
- Pseudobagous
- Sclerolophus